# Mariana Palova
Mariana Palova (Jalisco, 30 de junio de 1990) es una artista visual y escritora mexicana. Su obra visual se ha presentado en más de veinte exposiciones nacionales e internacionales con piezas de pintura en óleo, fotografía y arte digital, entre ellas la exposición Contempladores del Cosmos en la Sala Polivalente del Museo Nacional de la Muerte y La Reunión Astral en la Universidad de Pomona, California. Es autora de la saga literaria de fantasía urbana La Nación de las Bestias, primeramente publicada de forma independiente y comprada en 2018 por dos editoriales.

## Trayectoria
A los 16 años realizó sus primeras piezas de obra visual con fotografías editadas digitalmente, sus primeras exposiciones fueron en 2009 en diversas ciudades y países.[cita requerida]
Estudió diseño gráfico en la Universidad Autónoma de Aguascalientes.[cita requerida]
Su obra como artista visual fue publicada en la revista Parteaguas en 2010.
Su primera publicación literaria fue como autora independiente en 2017 encargándose no solo de la historia, sino también del diseño, corrección, maquetación y distribución. En 2018 los derechos de distribución fueron adquiridos inicialmente por una editorial de Los Ángeles para su publicación en habla inglesa y así mismo por Editorial Océano después de la primera entrega de la saga.
Participó de la Feria Internacional del Libro de Guadalajara, la más importante de México y una de las más importantes de Latinoamérica, en los años 2019(presentó El señor del Sabbath),  2022 (presentó Un segundo amor) y 2023 (presentó Luna de hueso).
Presentó Luna de hueso en la Feria Internacional del Libro Universitario en Veracruz, México, en 2024.
Como autora internacional presentó su saga, La nación de las bestias, en los siguientes países: 
FIL Buenos Aires, Argentina, en 2022 y 2024.
Montevideo, Uruguay, en 2022 y 2024.
FIL Lima, Perú, en 2022 y 2024.
FIL Quito, Ecuador, en 2024.
FILGUA, Guatemala, en 2024.
Invitada de honor a la Hispacon 2024, España.

## Obra

### Novela

#### Saga La Nación de las Bestias
- El señor del Sabbath (México, independiente, 2017), (Estados Unidos, 2018), (México, Océano, 2019).
- Leyenda de Fuego y Plomo (México, Océano, 2020).
- Un Segundo Amor (México, Océano, 2021).
- Luna de Hueso (México, Océano, 2023).

### Pintura
Contempladores del Cosmos. Obra pictórica de Mariana Palova (Padilla, José Antonio, 2018, Revista AguaArdiente). 

## Exposiciones

### Individuales Selectas
- Contempladores del Cosmos (2018) en Museo Nacional de la Muerte, Aguascalientes, México.
- Vmbra (2014) en Galería Yambak, Aguascalientes, México.
- El gabinete cósmico (2013) en Universidad de Guanajuato, Guanajuato.
- La reunión astral (2013) en Universidad de Pomona, California.
- El gabinete cósmico (2012) en CC Altaria, Aguascalientes, México
- El laboratorio secreto  (2011) en Escuela Nacional de Artes Plásticas, Ciudad de México.
- La luna bicéfala (2011) en Casa de Cultura Zaplotanejo, Jalisco, México.

### Colectivas
- Lacalaca (2016) en Necrolotería Mexicana, Jalisco.
- Before the alarm (2013) en Bank of America Gallery, California.
- Trio Show (2011) en Miller Gallery, Ohio.
- I am Abnormal 1&2 (2011) en Abnormals Gallery, Poznan.
- Fantasías, dolores y desvelos (2011) en Jalisco, México.
- Bloomington Katmandú (2011) en Tibetan Cultural Budissh Center, Indiana.